# Daniel Blumenthal
Daniel Blumenthal (Landstuhl, 23 settembre 1952) è un pianista e docente tedesco naturalizzato statunitense.

## Biografia
Iniziò le sue prime esperienze con la tastiera sin dall'età di cinque anni mostrando un precoce talento.
Trasferitosi negli Stati Uniti, ha conseguito il Bachelor presso l'Università del Michigan e successivamente il Master presso la Juilliard School di New York. Fra i numerosi insegnanti che lo hanno seguito nel corso degli anni si ricorda in particolare Benjamin Kaplan.
È stato premiato in diverse prestigiose competizioni pianistiche internazionali, fra cui il Concorso pianistico internazionale di Sydney (1981), il Concorso pianistico internazionale di Leeds (1981), il Concorso internazionale di Ginevra (1982), il Concorso pianistico internazionale Ferruccio Busoni (1982), e il Concorso musicale internazionale Regina Elisabetta del Belgio  (1983), della cui giuria ha in seguito preso parte dal 1995. 
Nella sua carriera di concertista ha suonato in diverse famose sale da Concerto fra cui il Carnegie Hall ed ha inciso oltre ottanta album per svariate etichette (fra cui Naxos, Pavane, Angel Records). Il suo vasto repertorio, sia come solista che di musica da camera, include fra gli altri i compositori Johann Sebastian Bach, Ferruccio Busoni, Fryderyk Chopin, George Gershwin, Joseph Marx, Carl Czerny e molti altri.
Attualmente è docente al Conservatorio di Bruxelles, Belgio.